# نشانه هاوشیپ–رومبرگ
نشانۀ هاوشیپ–رومبرگ درد داخلی ران در چرخش داخلی مفصل ران است که می‌تواند ناشی از فتق ابتراتور باشد. این نام به خاطر جان هاوشیپ و موریتز هاینریش رومبرگ نامگذاری شده‌است.